# Перова, Елена Вячеславовна
Еле́на Вячесла́вовна Перо́ва (род. 24 июня 1976, Москва, РСФСР, СССР) — российская певица и музыкант, телеведущая, актриса. Экс-солистка российских музыкальных групп «Лицей» (1991—1997) и «Амега» (1998—2000). Лауреат премии «ТЭФИ—2008» в категории «Лица» в номинации «Ведущий ток-шоу».

## Биография
Родилась 24 июня 1976 года в Москве в семье музыкантов, работающих в оркестре Московского академического театра сатиры, Вячеслав Петрович Перов — кларнетист, Галина Владимировна Перова — пианистка.
Занималась в музыкальной школе. Музыкальный талант в ней первым разглядел её старший брат Сергей Супонев, который в 1986 году привёл сестру в вокально-хореографическую группу «Детский мир» под руководством композитора Валентина Овсянникова, позже преобразованную в Московский детский театр эстрады. В этом коллективе Перова познакомилась с Анастасией Макаревич и Изольдой Ишханишвили, с которыми в 1991 году стала работать в группе «Лицей», созданной продюсером Алексеем Макаревичем. Вместе с девушками из группы снималась для журнала Playboy (1997), в итоге дважды попала на обложку журнала. В 1997 году брат Сергей устроил Елену на телевидение ведущей программы «Щас спою» на телеканале «ТВ Центр», продюсером которой он являлся, что послужило поводом для размолвки в группе и конфликта с продюсером, вследствие чего в 1997 году из-за нарушения условий контракта о запрете участия в сторонних проектах певица была уволена из трио «Лицей».
С 1998 по 2000 год пела в музыкальной поп-гранжевой группе «Амега».
В 2000 году при помощи Юрия Усачёва («Гости из будущего»), как сольная исполнительница, записала дебютный альбом «Лети за солнцем». По утверждению Перовой, все песни к этому альбому она написала сама за десять дней.
В 2000 году окончила Московский экономико-статистический институт и Международный институт гостиничного менеджмента и туризма.
В 2001 году продолжая сольное творчество как самостоятельная певица, Елена вступила в творческий альянс с продюсером Евгением Курбатовым (группа «Земляне»), собрав из челябинских музыкантов свой сольный проект — группу «Перья». Слова и музыку для своих сольных альбомов Елена писала сама, а стиль своей музыки определила как «поп-рок».
В 2002 году снялась в российском художественном фильме «В движении» режиссёра Филиппа Янковского и записала для него композицию «Лечу в небо», которая так и не прозвучала в фильме, но на которую в 2006 году был снят видеоклип, съёмки которого проходили на крыше 30-этажного дома на проспекте Вернадского в Москве с участием Константина Хабенского, Алисы Богарт и Дмитрия Ермилова.
В 2002 году участвовала в реалити-шоу «Последний герой 3: Остаться в живых» на «Первом канале». Дошла до финала шоу, но победителем стал Владимир Пресняков, решивший поделиться частью своего денежного выигрыша с «коллегой по мучениям на острове и просто хорошей подругой» Леной Перовой.
С 7 ноября 2004 года по 15 мая 2010 года на СТС (а затем на телеканале «Домашний») вела музыкальное ток-шоу «Жизнь прекрасна» вместе с бывшим министром культуры Михаилом Швыдким и композитором и пианистом Левоном Оганезовым. За работу в этой программе Елена Перова стала лауреатом премии «ТЭФИ—2008» в категории «Лица» в номинации «Ведущий ток-шоу».
С 2008 по 2010 годы снималась в одной из главных ролей в телесериале «Маргоша».
С 2009 года — колумнист телевизионной программы «Инфомания» на СТС.
12 марта 2011 года дебютировала в качестве ведущей программы «Девчата» на телеканале «Россия 1» наряду с постоянными ведущими Мариной Голуб, Ольгой Шелест и Туттой Ларсен. В том же году принимала участие в экстремальном телешоу «Жестокие игры (2-й сезон)» на «Первом канале».
С 6 ноября 2011 года вела развлекательное телешоу «Битва интерьеров» на канале СТС.
В 2013 году являлась членом жюри отборочного тура второго сезона российского телевизионного музыкального проекта «Голос» на «Первом канале».
В 2013—2014 годах, по приглашению Юрия Аксюты и Константина Эрнста, занимала должность главного редактора дирекции музыкальных и развлекательных программ на «Первом канале».
С марта 2016 по май 2017 года вела программу «Родом из детства» на «Детском радио».
В 2021 году приняла участие в съёмках нового сезона реалити-шоу «Последний Герой. Чемпионы против Новичков», в итоге вызвав скандал и возмущение со стороны организаторов проекта тем, что в разгар съёмок передумала и в первом же выпуске сезона решила самолично отказаться от дальнейшего участия в проекте, попросив остальных участников проголосовать за её исключение (многие заподозрили, что «Перовой тяжело на острове без алкоголя»).

### Дела о ДТП и лишении водительских прав
20 марта 2013 года Перова пострадала в серьёзной аварии, проезжая на своём «Опеле» по Новосущёвскому переулку (у дома № 11 по улице Образцова) в Москве: на полном ходу врезалась во внедорожник «Мерседес», стоявший на обочине дороги со включённой «аварийкой». Сама Перова заявила, что в момент столкновения «Мерседес» стоял на трамвайных путях.
По словам врачей НИИ скорой помощи имени Н. В. Склифосовского, куда была доставлена певица, она получила ушиб грудной клетки, плеча и лёгкое сотрясение головного мозга. За рулём Елена была в белых перчатках, которые были все в крови. Было непонятно, как получена травма — во время аварии или же при попытке суицида. По непроверенным данным, артистка перед аварией пыталась перерезать себе вены, но вовремя опомнилась и поехала к своему психоаналитику, на пути к которому и случилось ДТП. Позже врачи приняли решение поместить Перову в психосоматическое отделение одной из ведущих клиник Москвы, куда обычно кладут тех, кто пытается совершить самоубийство.
После аварии мать Перовой сообщила о том, что после того, как закончились съёмки программы «Жизнь прекрасна», у дочери начался период простоя — её никуда не приглашали, вследствие чего она была в депрессии, а за полгода до ДТП обратилась к психоаналитику. 30 марта 2013 года стало известно, что результаты медицинской экспертизы, проведённой после аварии, показали наличие в крови Перовой алкоголя. 17 апреля 2013 года Мировой суд в Москве лишил Елену Перову права управлять транспортными средствами на 1,5 года.
19 марта 2014 года в программе «Наедине со всеми» с Юлией Меньшовой на Первом канале Елена Перова рассказала о муссировавшихся слухах насчёт её попытки суицида: 

«Я просто попала в аварию и порезала руку. Никаких попыток суицида, конечно же, об этом не шло речи. Я очень люблю своих родителей, и ради них я даже ни разу не прыгала с парашютом, хотя, может быть, и хотела бы попробовать. Поскольку в моей семье есть уже несколько погибших людей, моих родных, мне кажется, даже если бы у меня такие мысли были, я бы просто не посмела этого сделать. Это была странная весна, немного сложная для меня. Я находилась во внутреннем „раздрае“. Но ни о каком суициде, конечно, речи идти не могло. Я совершенно не в обиде на жёлтую прессу. Они занимаются своим делом. Единственное, они пугают моих друзей, с которыми я редко общаюсь, пугают коллег моих родителей, и те вынуждены что-то объяснять. Но нет худа без добра. Я не в обиде на жёлтую прессу».
По сообщениям средств массовой информации, 28 марта 2014 года сотрудники ДПС на севере Москвы, на пересечении Ленинградского шоссе и Флотской улицы, остановили автомобиль Audi, за рулём которого находилась Елена Перова в нетрезвом состоянии. Водительского удостоверения у певицы при себе не имелось, так как 17 апреля 2013 года она уже была лишена права управлять транспортными средствами за аналогичное административное правонарушение. Внимание дорожных полицейских девушка привлекла тем, что очень неуверенно управляла автомобилем. Ей предложили пройти медицинское освидетельствование, которое подтвердило в крови у артистки около 0,9 промилле алкоголя. 17 апреля Перова через своего адвоката передала, что признала свою вину и раскаялась. Она была оштрафована на 30 тысяч рублей за вождение в пьяном виде. Нарушение ею предыдущего судебного решения о запрете водить машину, очевидно, осталось безнаказанным.
1 сентября 2014 года российские средства массовой информации сообщили о том, что Елена Перова госпитализирована в тяжёлом состоянии в НИИ скорой медицинской помощи имени Н. В. Склифосовского. Врачи обнаружили её около трёх часов дня 1 сентября практически без сознания в её квартире на улице Расковой на севере Москвы. По предварительным данным, Перова, будучи в нетрезвом виде, наглоталась либо препаратов-диуретиков, либо психотропных лекарственных средств, что вызвало сильнейшее отравление. Сначала, после оказания первой медицинской помощи, её положили в реанимационное отделение, а затем перевели в обычную палату.

## Личная жизнь
В 1997—1998 годах, по собственным словам, недолгое время была замужем за сыном министра угольной промышленности Правительства РФ (имя и фамилия неизвестны, такой должности в правительстве РФ не существует).
В 2001—2002 годах была в отношениях с администратором группы «Земляне» Евгением Курбатовым, который на тот момент был продюсером её сольного рок-проекта «Перья» (в составе с челябинскими музыкантами).

## Семья
Отец — Вячеслав Петрович Перов (1946—2020), кларнетист оркестра Московского академического театра сатиры. Мать — Галина Владимировна Перова (дев. Куликова) (род. 1941), пианистка оркестра Московского академического театра сатиры.
Брат (единоутробный) — Сергей Супонев (1963—2001), советский и российский телеведущий, руководитель дирекции детских программ «ОРТ».

## Творчество

### Дискография

#### В составе группы «Лицей»
- 1992 — «Домашний арест»
- 1994 — «Подруга ночь»
- 1996 — «Открытый занавес»
- 1997 — «Паровозик-облачко»
- 1997 — «Для тебя» (Live-концерт в ГЦКЗ «Россия»)

#### Сольные песни в группе «Лицей»
- «Мама»
- «Спой мне»

#### В составе группы «Амега»
- 1999 — «Вверх. Часть 1»

#### Сольные альбомы
- 2000 — «Лети за солнцем»
- 2004 — «Теперь я»
- 2005 — «Dаты»

### Фильмография
- 2002 — В движении — Лиза Колесова
- 2007 — Глянец — эпизод
- 2008 — 2010 — Маргоша (1−3 сезоны) — Анна (Аня) Павловна Сомова, диджей, во 2-м сезоне главный редактор на радио «Селена», в 3-м сезоне экс-ведущая ток-шоу «Конструктивный диалог» на телеканале «ТСТ» и ведущая шоу «Он и Она» на радио «Селена», бывшая одноклассница и лучшая подруга Игоря Реброва
- 2013 — Ангел или демон 2 (второй сезон) — Татьяна Углова, директор издательства, сестра Николая Углова[50]

### Работа на радио и телевидении
- 1997 — ведущая программы «Щас спою» на телеканале «ТВ Центр»[7].
- 1997 — ведущая программы «Партийная зона» на телеканале «ТВ-6»[7].
- 2004—2010 (с 7 ноября 2004 года по 15 мая 2010) — ведущая музыкального ток-шоу «Жизнь прекрасна» вместе с Михаилом Швыдким на телеканале «СТС», а затем на телеканале «Домашний»[18][19].
- 2010—2011 — «Оливье Шоу» на «Первом канале»[источник не указан 3157 дней].
- 2011 — (с 12 марта) ведущая программы «Девчата» на телеканале «Россия 1» наряду с постоянными ведущими Мариной Голуб, Ольгой Шелест и Туттой Ларсен[20].
- 2011 — с 6 ноября 2011 года вела телешоу «Битва интерьеров» на канале «СТС»[21].
- 2013 — член жюри отборочного тура 2 сезона музыкального телепроекта «Голос» на «Первом канале»[22].
- 2013—2014 — главный редактор дирекции музыкальных и развлекательных программ на «Первом канале»[4][33].
- 2013—2015 — ведущая утренней программы «Утро Москвы» вместе с Юрием Дудём на радио Сити FM.[источник не указан 1848 дней].
- 2016—2017 — ведущая программы «Родом из детства» на «Детском радио»[24].

## Награды
- 1994 — приз «Серебряный микрофон» на конкурсе «Хит-парад Останкино» в составе группы «Лицей»[13].
- 1996 — лауреат премии «Золотой граммофон» в составе группы «Лицей» (песня «Осень»)[13].
- 2008 — лауреат российской национальной телевизионной премии «ТЭФИ—2008» в категории «Лица» в номинации «Ведущий ток-шоу» за музыкальное ток-шоу «Жизнь прекрасна» на телеканале «СТС»[2][3].

## Факты
- Популярным заблуждением является факт участия Елены Перовой в эпизодической роли («Крыс в образе маленькой девочки»; на самом деле сыгран Юлей Русских) в фильме «Гостья из будущего». Елена Перова опровергла эту информацию в программе «Главный герой» на НТВ от 18 ноября 2007 года. Тёзка и однофамилица Перовой, старше её на несколько лет, снималась в другом эпизоде фильма — среди группы школьников будущего в Космопорте, вместе с Инной Гомес.